# Titan (prvek)
Titan (chemická značka Ti, latinsky Titanium) je šedý až stříbřitě bílý, lehký kov, poměrně hojně zastoupený v zemské kůře. V přírodě se vyskytuje pouze jako oxid, který lze redukovat a získat tak lesklý přechodný kov stříbrné barvy, nízké hustoty a vysoké pevnosti, odolný proti korozi v mořské vodě, lučavce královské a chlóru.
Titan byl objeven anglickým chemikem Williamem Gregorem v roce 1791 a pojmenován Martinem Heinrichem Klaprothem podle Titánů z řecké mytologie. Prvek se vyskytuje v řadě minerálů, především v rutilu a ilmenitu, které jsou široce rozšířeny v zemské kůře a litosféře; vyskytuje se téměř ve všech živých organismech a také ve vodních plochách, horninách a půdě. Kov se získává z hlavních minerálních rud Krollovým a Hunterovým procesem. Nejběžnější sloučenina, oxid titaničitý, je oblíbeným fotokatalyzátorem a používá se při výrobě bílých pigmentů; mezi další sloučeniny patří chlorid titaničitý (TiCl4), součást kouřových clon a katalyzátorů, a chlorid titanitý (TiCl3), který se používá jako katalyzátor při výrobě polypropylenu.
Z titanu lze získat slitiny železa, hliníku, vanadu a molybdenu, z nichž se vyrábí pevné a lehké slitiny pro letectví (proudové motory, rakety a kosmické lodě), vojenství, průmyslové procesy (chemický a petrochemický průmysl, odsolovací zařízení, celulóza a papír), automobilový průmysl, zemědělství, lékařské protézy, ortopedické implantáty, zubní a endodontické nástroje a pilníky, zubní implantáty, sportovní potřeby, šperky, mobilní telefony a pro další využití.
Dvěma nejužitečnějšími vlastnostmi tohoto kovu jsou odolnost proti korozi a poměr pevnosti k hustotě, který je nejvyšší ze všech kovů. V nelegovaném stavu je titan stejně pevný jako některé oceli, ale má menší hustotu. Existují dvě alotropické formy a pět přirozeně se vyskytujících izotopů tohoto prvku, 46Ti až 50Ti, přičemž 48Ti je nejrozšířenější (73,8 %).

## Objev prvku
Titan byl objeven roku 1791 anglickým chemikem Williamem Gregorem v minerálu ilmenitu a poprvé pojmenován Martinem H. Klaprothem roku 1795. Název je odvozen od Titánů z řecké mytologie. Izolován byl až v roce 1910 Matthew Hunterem zahříváním chloridu titaničitého TiCl4 s kovovým sodíkem v ocelové tlakové nádobě, tento postup byl pojmenován Hunterův proces.

## Základní fyzikálně-chemické vlastnosti

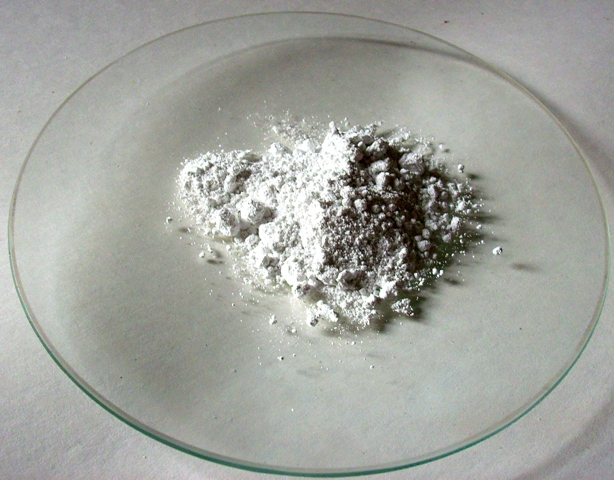
Oxid titaničitý

Titan je šedý až stříbřitě bílý, lehký a tvrdý kov. Je poměrně špatným vodičem tepla i elektřiny v porovnání s ostatními kovy. Vyznačuje se mimořádnou chemickou stálostí – je zcela netečný k působení vody a atmosférických plynů a odolává působení většiny běžných minerálních kyselin i roztoků alkalických hydroxidů. Zvolna se rozpouští v horké kyselině chlorovodíkové, naopak kyselina dusičná jeho povrch pasivuje. Pro jeho rozpouštění je nejúčinnější kyselina fluorovodíková nebo její směsi s jinými minerálními kyselinami.
Za zvýšených teplot však titan přímo reaguje s většinou nekovů, například s vodíkem, kyslíkem, dusíkem, uhlíkem, borem, křemíkem, sírou a halogeny.
Ve sloučeninách se vyskytuje v mocenství TiIII a TiIV. Sloučeniny čtyřmocného titanu jsou neomezeně stálé, sloučeniny TiIII jsou silnými redukčními činidly a působením vzdušného O2 rychle přecházejí na TiIV.
Při teplotách pod 0,39 K se stává supravodičem I. typu.

## Výskyt a výroba
Titan je sedmým nejrozšířenějším kovem v zemské kůře, jeho obsah je odhadován na 5,7 – 6,3 g/kg. V mořské vodě je díky své chemické stálosti přítomen pouze v koncentraci 0,001 mg/l. Ve vesmíru připadá na jeden atom titanu 1 milion atomů vodíku.
V malém množství je titan obsažen ve většině minerálů a mezi jeho nejvýznamnější rudy patří ilmenit – (FeTiO3 oxid železnato-titaničitý) a rutil (TiO2 – oxid titaničitý). Významné zásoby těchto minerálů se nacházejí v Austrálii, Severní Americe, Skandinávii a Malajsii. Významně je titan zastoupen i na měsíčním povrchu – horniny, které získala mise Apollo 17 obsahují přibližně 12 % TiO2.
Přes své vysoké zastoupení v zemské kůře byl čistý kovový titan po dlouhou dobu velmi vzácným a drahým materiálem. Důvodem je skutečnost, že běžné hutní metody, které se využívají k výrobě jiných kovů, jsou v případě titanu neúčinné díky ochotě titanu reagovat za zvýšené teploty s kyslíkem, vodíkem, uhlíkem a dusíkem.
V současné době se při průmyslové výrobě titanu používá především tzv. Krollův proces. Přitom se nejprve pyrolýzou ilmenitu nebo rutilu s uhlíkem a chlorem získává chlorid titaničitý TiCl4. Po přečištění se jeho páry redukují hořčíkem v inertní argonové atmosféře při teplotě kolem 800 °C.
TiCl4 + 2 Mg → Ti + 2 MgCl2
Titan vzniklý touto reakcí je tuhá, pórovitá látka, která se po odstranění chloridu hořečnatého a nezreagovaného hořčíku dále čistí.

## Použití
Titan se používá v oceli jako legující prvek (ferotitan) ke zmenšení velikosti zrn a jako deoxidant a v nerezové oceli ke snížení obsahu uhlíku. Titan se často leguje s hliníkem (ke zjemnění velikosti zrn), vanadem, mědí (ke zpevnění), železem, manganem, molybdenem a dalšími kovy. Výrobky z titanové slitiny (plechy, desky, tyče, dráty, výkovky, odlitky) nacházejí uplatnění v průmyslu, letectví, zábavním průmyslu a na rozvíjejících se trzích. Práškový titan se používá v pyrotechnice jako zdroj jasně hořících částic.

### Kosmonautika, letectví, moře
Již od počátku průmyslové výroby kovového titanu spočívalo těžiště jeho využití v kosmických technologiích a speciálních aplikacích leteckého průmyslu. Titan a jeho slitiny jsou proto základním materiálem při výrobě skeletů nebo povrchových ochranných štítů kosmických objektů (družice, vesmírné sondy a vesmírné stanice). V leteckém průmyslu nacházejí využití při výrobě zvláště namáhaných součástí letadel, tedy především při konstrukci vojenských stíhacích letounů a dnes i při konstrukci komerčních dopravních letounů.
Titan je stále častěji používán v zařízeních, která dlouhodobě pracují ve styku s mořskou vodou. Mohou to být součásti lodí nebo ponorek (lodní šrouby), ale i komponenty průmyslových celků, sloužících k odsolování mořské vody.

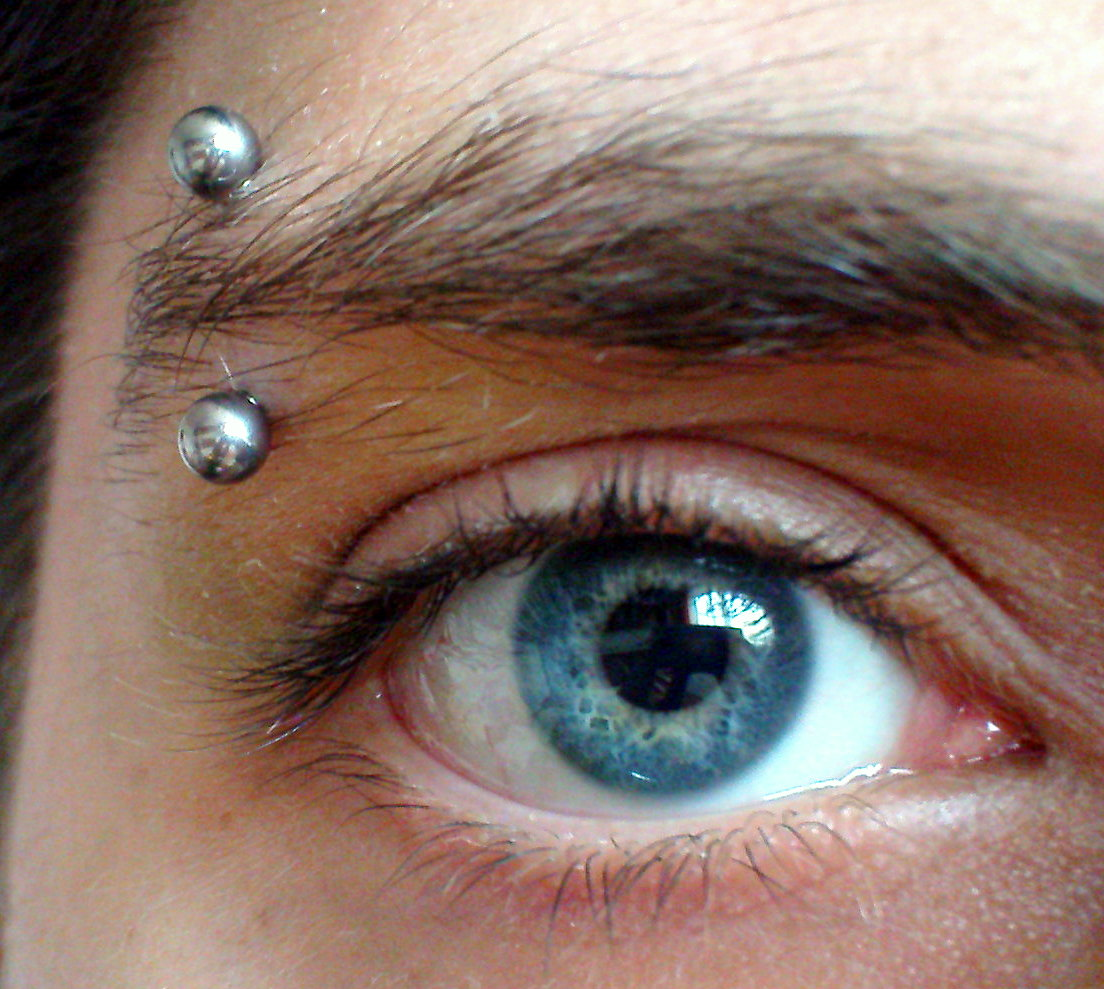
Piercing z titanu je vhodné použít zejména do čerstvých nezahojených vpichů a to především v obočí a pupíku, které jsou náchylné na takzvané „vyrůstání piercingu“, kdy organismus kov nepřijme a tělo jej vytlačí ven, což titan díky své netečnosti (biokompatibilitě) může do značné míry eliminovat.

Díky své vysoké chemické netečnosti se titan v okolním prostředí nevyskytuje v takové formě, která by mohla být metabolizována živými organizmy. Není proto známo žádné zapojení titanu do enzymatických reakcí nebo jejich jiné biologické uplatnění.
Naopak vysoká odolnost titanu je využívána při výrobě některých chirurgických nástrojů a v současné době jsou módní piercingové ozdoby pokryté titanem pro jejich zdravotní nezávadnost a současně žádaný vzhled.
V chemickém průmyslu je titan stále populárnějším materiálem pro výrobu nebo pouhou vystýlku chemických reaktorů, které pracují v extrémních podmínkách a vyžadují vysokou odolnost proti korozi.
V běžném každodenním životě se s titanem lze setkat například jako s materiálem pro výrobu náramkových hodinek nebo částí šperků. Titan se používá těž na výrobu golfových holí, kvalitních sluchátek nebo jízdních kol.
USA v období „studené války“ ještě nezvládaly technologii průmyslové výroby titanu, proto nakupovaly tento materiál pomocí prostředníků od SSSR. Příkladem je například špionážní letoun Lockheed SR-71 Blackbird, jehož drak je kompletně vyroben z titanu nakoupeného v tehdejším Sovětském svazu. (Zdroj: americký dokument „Letadla, která změnila svět 1“, Arrow International media Ltd. and Smithsonian Networks L.L.C).[zdroj?]

### V lékařství
Protože je titan biokompatibilní (není toxický a tělo ho neodmítá), má mnoho využití v medicíně, včetně chirurgických nástrojů a implantátů, jako jsou kyčelní koule a jamky (kloubní náhrady) a zubní implantáty, které mohou vydržet na svém místě až 20 let. Titan je často legován s asi 4 % hliníku nebo s 6 % hliníku a 4 % vanadu.

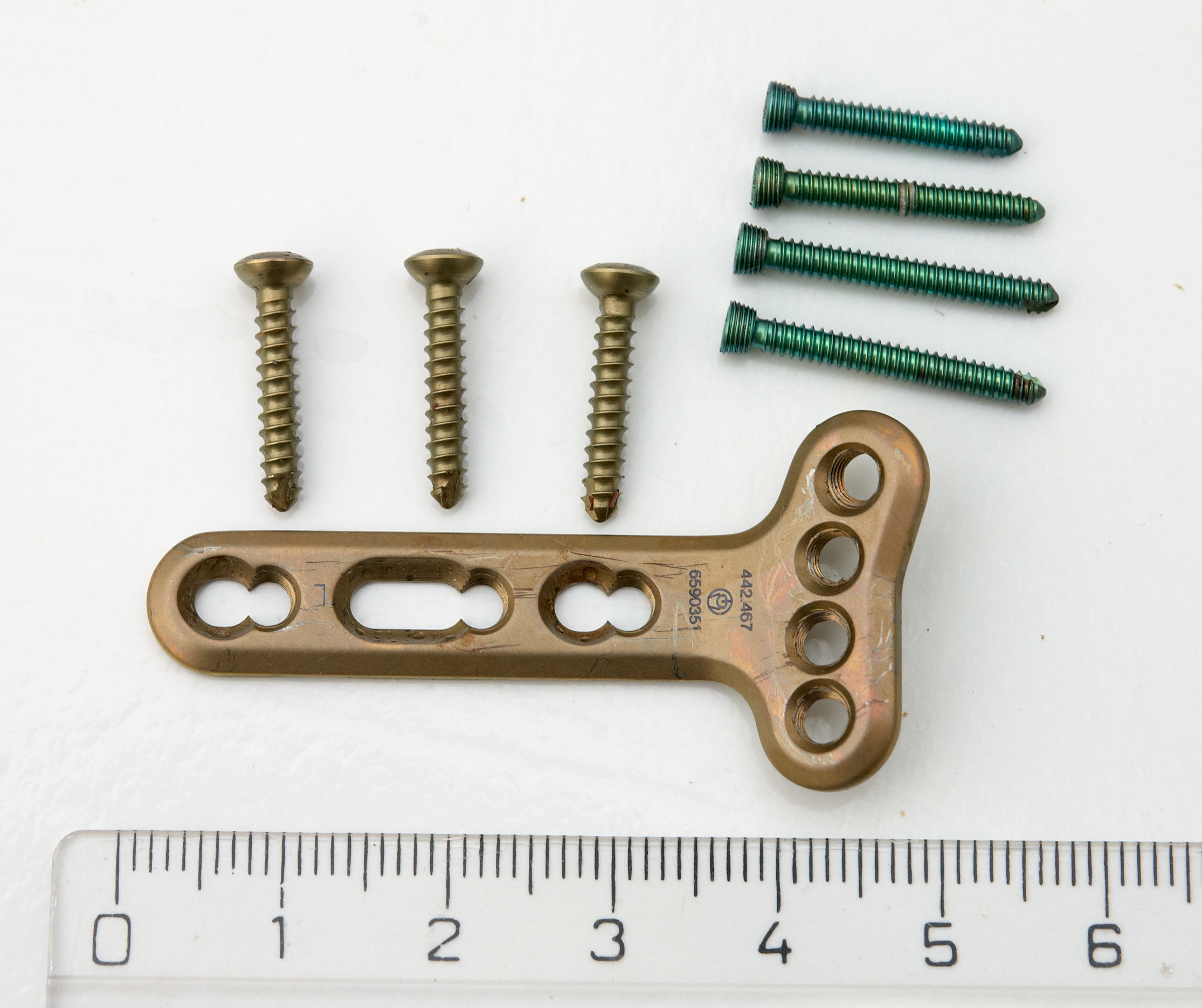
Lékařské šrouby a destičky používané k nápravě zlomenin zápěstí (měřítko v cm)

Titan má přirozenou schopnost oseointegrace (vhojení implantátu do kosti), což umožňuje použití v zubních implantátech, které mohou vydržet více než 30 let. Tato vlastnost je užitečná také pro ortopedické implantáty (vnitřní), které těží z nižšího modulu pružnosti titanu (Youngův modul), aby se více přiblížily modulu pružnosti kosti, kterou mají tato zařízení opravovat. V důsledku toho je zatížení kostry rovnoměrněji rozděleno mezi kost a implantát, což vede k nižšímu výskytu degradace kosti v důsledku stínění napětí a periprotetických zlomenin kosti, které se vyskytují na okrajích ortopedických implantátů. Tuhost titanových slitin je však stále více než dvakrát vyšší než tuhost kosti, takže přilehlá kost nese výrazně menší zatížení a může časem degradovat.

## Sloučeniny
Ve sloučeninách se titan vyskytuje v mocenství TiIII a TiIV, z nichž pouze sloučeniny čtyřmocného titanu jsou neomezeně stálé.
- Prakticky nejvýznamnější sloučeninou titanu je oxid titaničitý TiO2. Je to velmi stabilní sloučenina, která se v krystalickém stavu vyskytuje ve 3 krystalických modifikacích, kterým odpovídají 3 různé minerály – rutil, anatas a brookit. Pro praktické použití je však nejvíce vhodná amorfní prášková forma, nazývaná titanová běloba. Tento bílý pigment je mimořádně stálý, zdravotně zcela nezávadný s vysokou krycí schopností a patří proto mezi nejkvalitnější dostupné bílé pigmenty. Praktické použití nachází jak při výrobě barev, tak ve sklářském a keramickém průmyslu, používá se i při výrobě vysoce kvalitního papíru, jako plnivo při výrobě plastických hmot a někteří výrobci jej přidávají i do zubních past. Díky tomu, že prochází trávicím traktem nepozměněn, je používán i v potravinářském průmyslu k bělení mléka. Odhaduje se, že oxid titaničitý tvoří více než 90 % celosvětové spotřeby produktů z titanu.
- Chlorid titaničitý TiCl4 je bezbarvá kapalina o bodu varu 137 °C. Je základním meziproduktem při přípravě čistého titanu Krollovým procesem. Při kontaktu s atmosférickou vlhkostí dochází k jeho postupné hydrolýze podle rovnice:

TiCl4 + 2 H2O → TiO2 + 4 HCl
Vznikající TiO2 vytváří intenzivní bílý dým, který není prakticky toxický. Uvedený jev nachází využití v pyrotechnice při výrobě zadýmovacích granátů, při vytváření umělé mlhy (například při natáčení filmů) nebo při leteckých show.
TiCl4 také slouží jako katalyzátor (Ziegler-Natta. NP v roce 1963) při polymeracích nenasycených uhlovodíků.
- Chlorid titanitý TiCl3 se používá v titanometrii. Má redukční účinky. Lze taktéž použít jako Ziegler-Nattův katalyzátor.
- Nitrid titanu (TiN) patří k jedněm z nejtvrdších známých látek, její tvrdost je 9 na 10stupňové Mohsově stupnici tvrdosti. Jeho aplikací jsou brusné materiály, ale i povlakování nástrojů, kdy je na povrchu nástroje určeného pro extrémní fyzické namáhání vytvořena tenká ochranná vrstva TiN.
- Karbid titanu (TiC) má podobné vlastnosti jako TiN a spolu s ním je využíván při výrobě cermetů i k povlakování nástrojů.
- Superpružné Ti-Cu slitiny. Drát z této slitiny lze ohnout do pravého úhlu, přičemž nedochází k plastické deformaci.
- Slitiny s tvarovou pamětí Ni-Ti. Drát z této slitiny si „pamatuje“ předchozí stav před deformací. Po dodání energie (ohřevu) se vrací do původního tvaru.

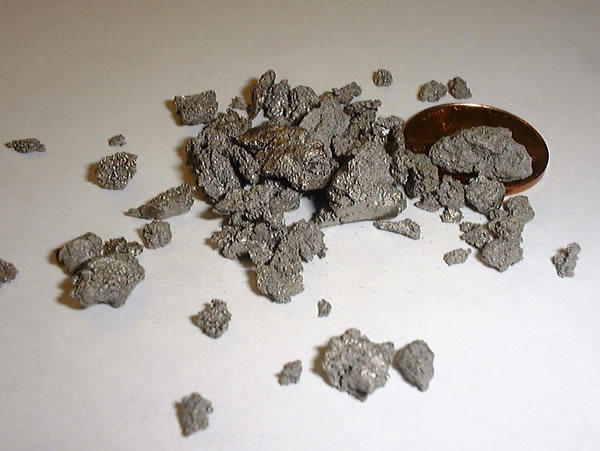
Titanová houba získaná Krollovým procesem
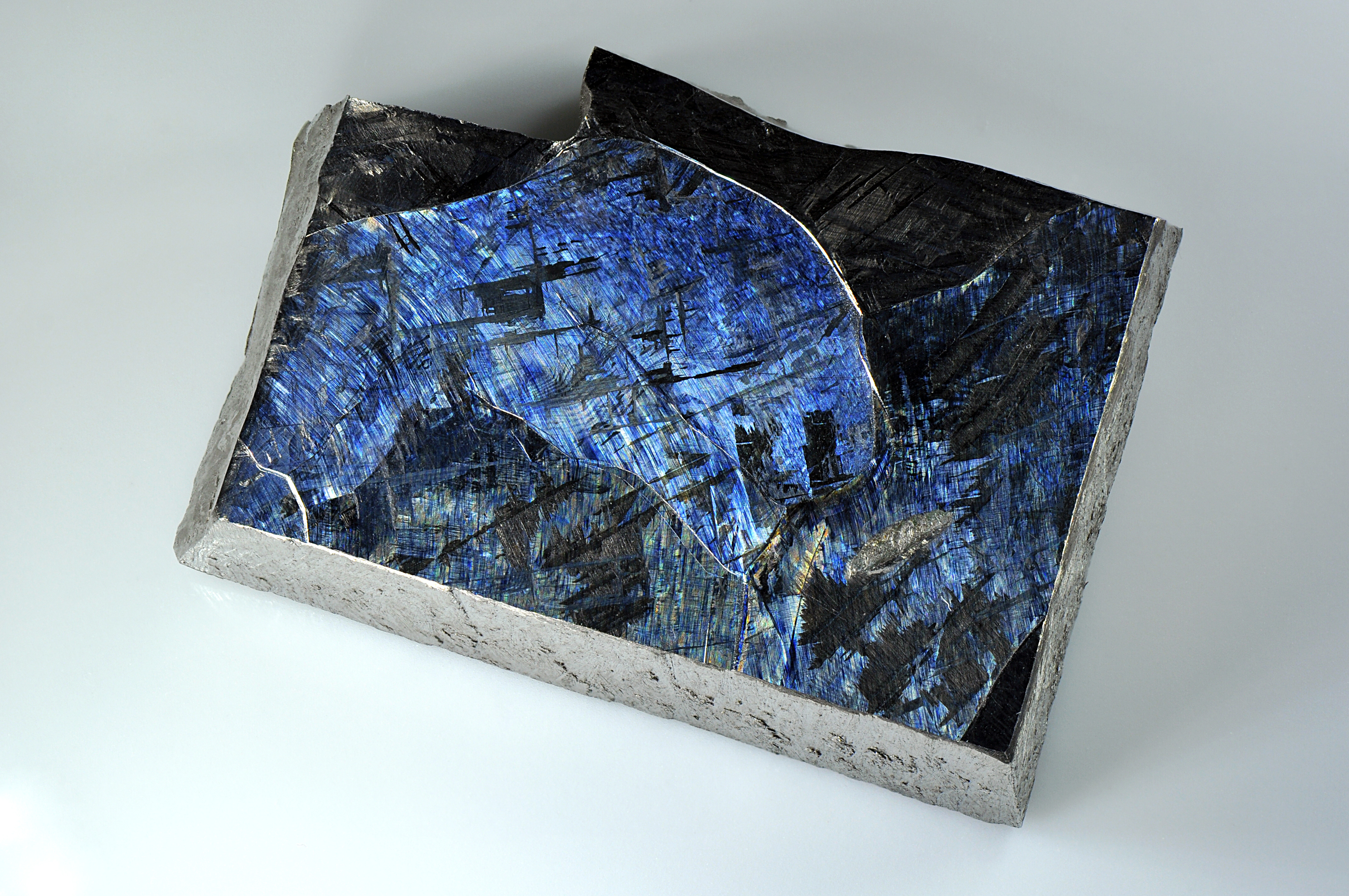
Vysoce čistý titan s viditelnými krystaly
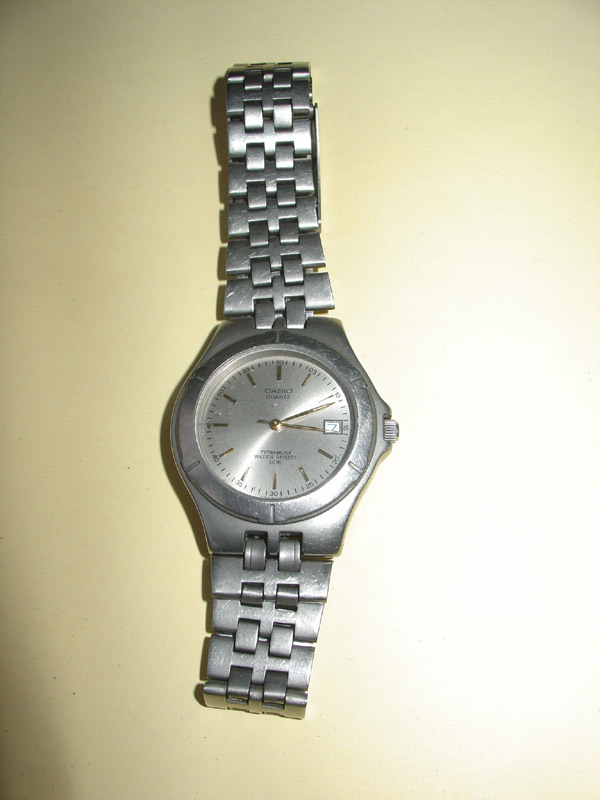
Náramkové hodinky vyrobené z titanu
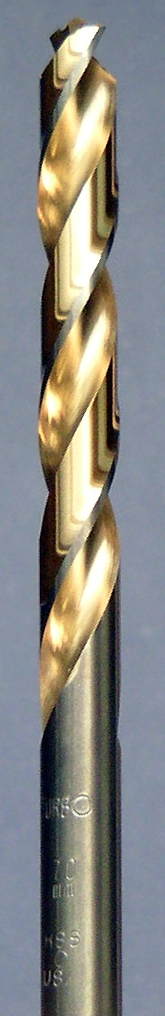
Vrták povlakovaný nitridem titanu